# Mândruloc, Arad
Mândruloc este un sat în comuna Vladimirescu din județul Arad, Crișana, România. Se află la circa 13 km de Arad, pe drumul naṭional DN7, în spre Deva.

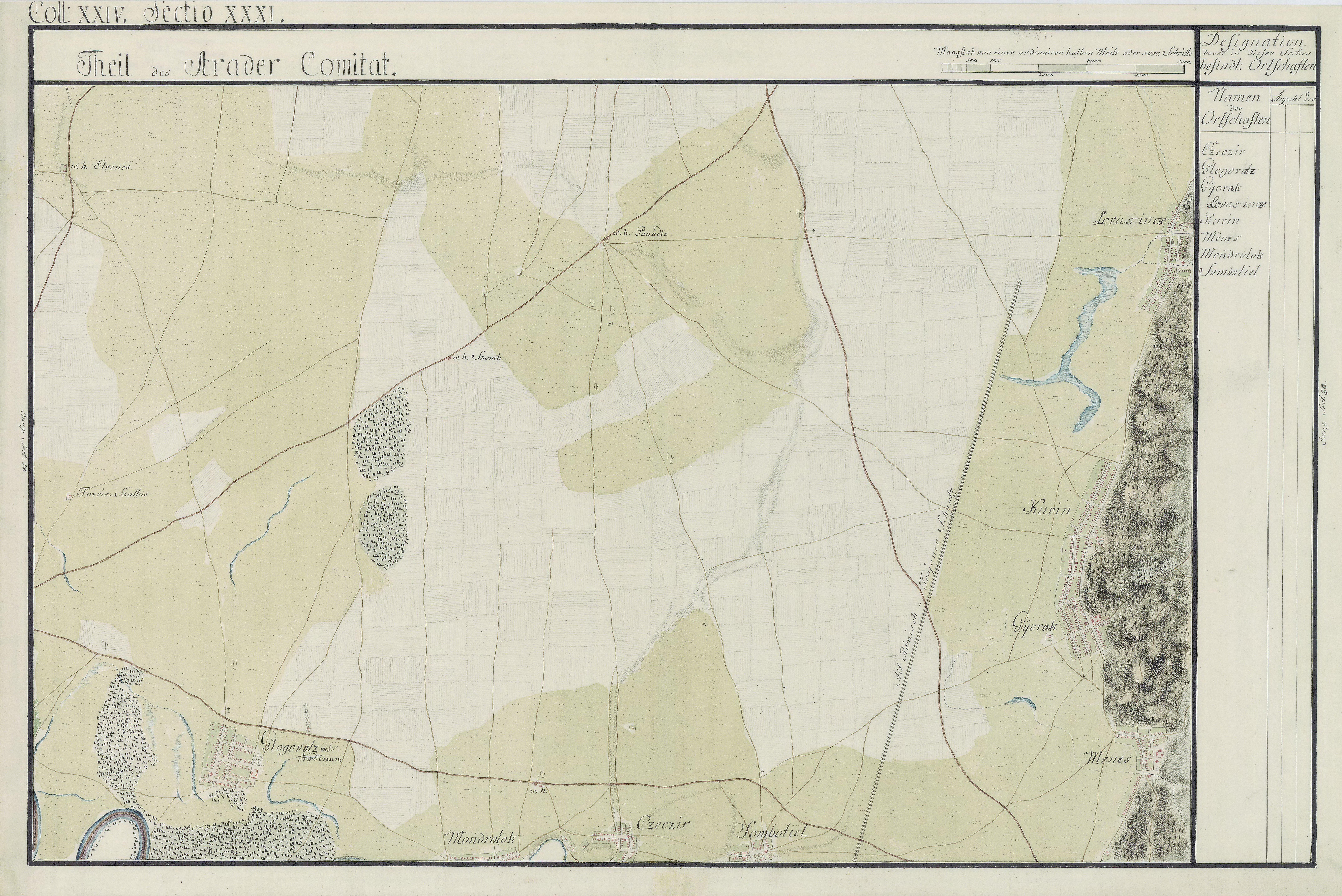
Mândruloc în Harta Iozefină a Comitatului Arad, 1782-85

## Generalități
Locuitorii acestui sat se ocupă cu agricultura, floricultura, legumicultura Arhivat în 16 mai 2014, la Wayback Machine. și creșterea animalelor, iar o importantă parte din aceștia lucrează în cadrul întreprinderilor industriale din municipiul Arad.
Șoseaua națională DN7 împarte satul Mândruloc pe la jumătate, tot prin mijlocul satului trece și linia de 
tramvai alături de cea de cale ferata, una dintre principalele artere de acest fel care face legătura între București, Brașov, Sibiu și Deva, trece prin Arad și se îndreptă spre Budapesta și Viena.
În secolul XVIII exista o biserică de lemn cu hramul "Sfântul Mucenic Gheorghe" construită pe vatra veche a satului, la locul numit de către localnici "Hadă". În jurul anului 1825, vatra satului a fost mutată în poziția actuală iar biserica a rămas părăsită. Noua biserică, cu hramul "Intrarea Maicii Domnului în Biserică", a fost construită în anul 1850.
Una din atracțiile turistice în ce privește istoricul arealului e mormântul lui Petru Huzur (1874 - 1966) cel care a luat parte la răscoala țăranilor din 1907.

## Personalități
- Ștefănuț Iancu (1863 - 1924), deputat în Marea Adunare Națională de la Alba Iulia 1918